# Asthenosoma varium
Oursin de feu, Oursin-cuir venimeux
Espèce
Asthenosoma varium, l’Oursin de feu ou l’Oursin-cuir venimeux, est une espèce d'oursins réguliers tropicaux de la famille des Echinothuriidae, caractérisée par des couleurs particulièrement vives, des épines modifiées et une venimosité.

## Description

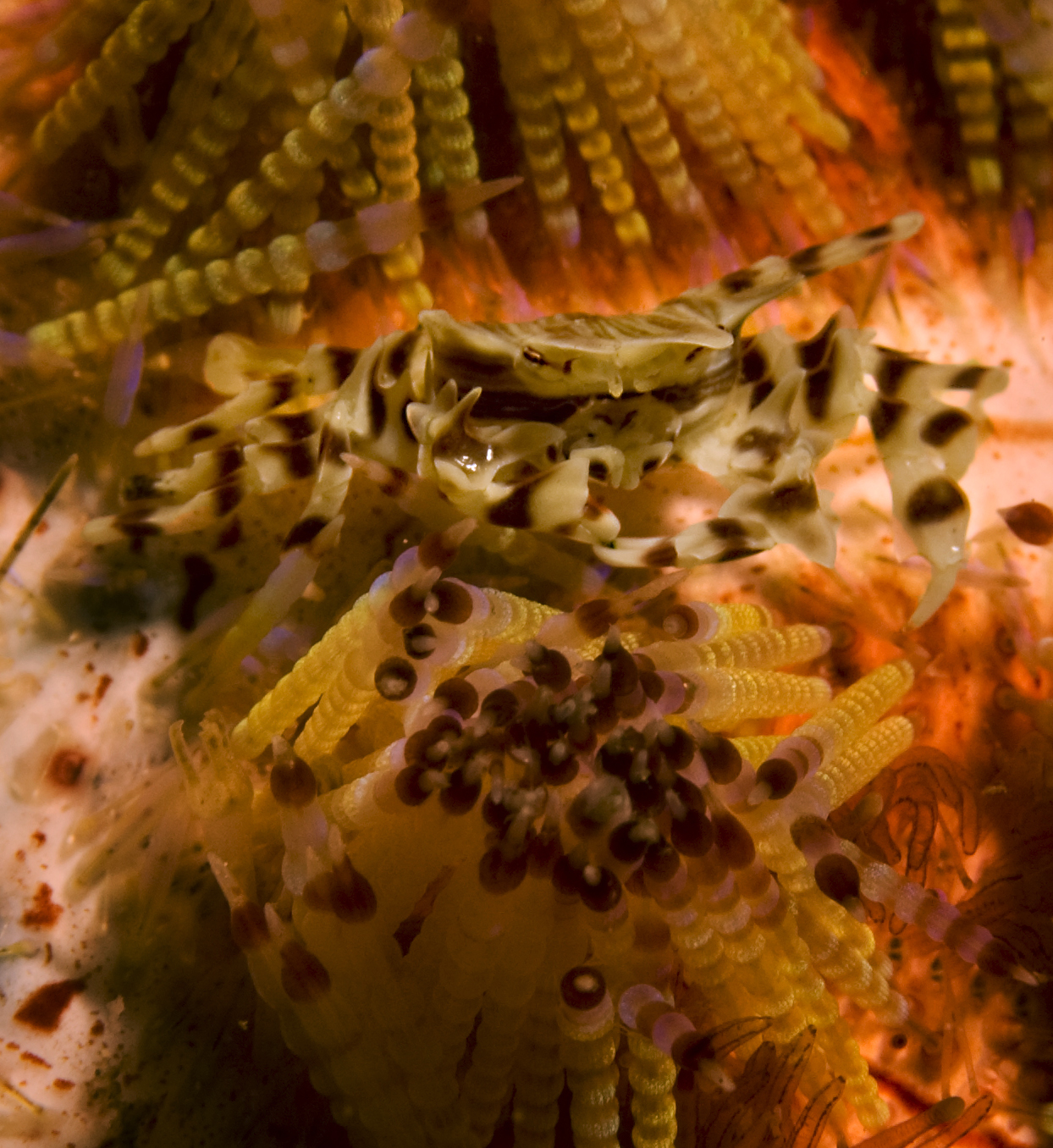
Un crabe-zèbre symbiotique entre les piquants d'un oursin de feu.

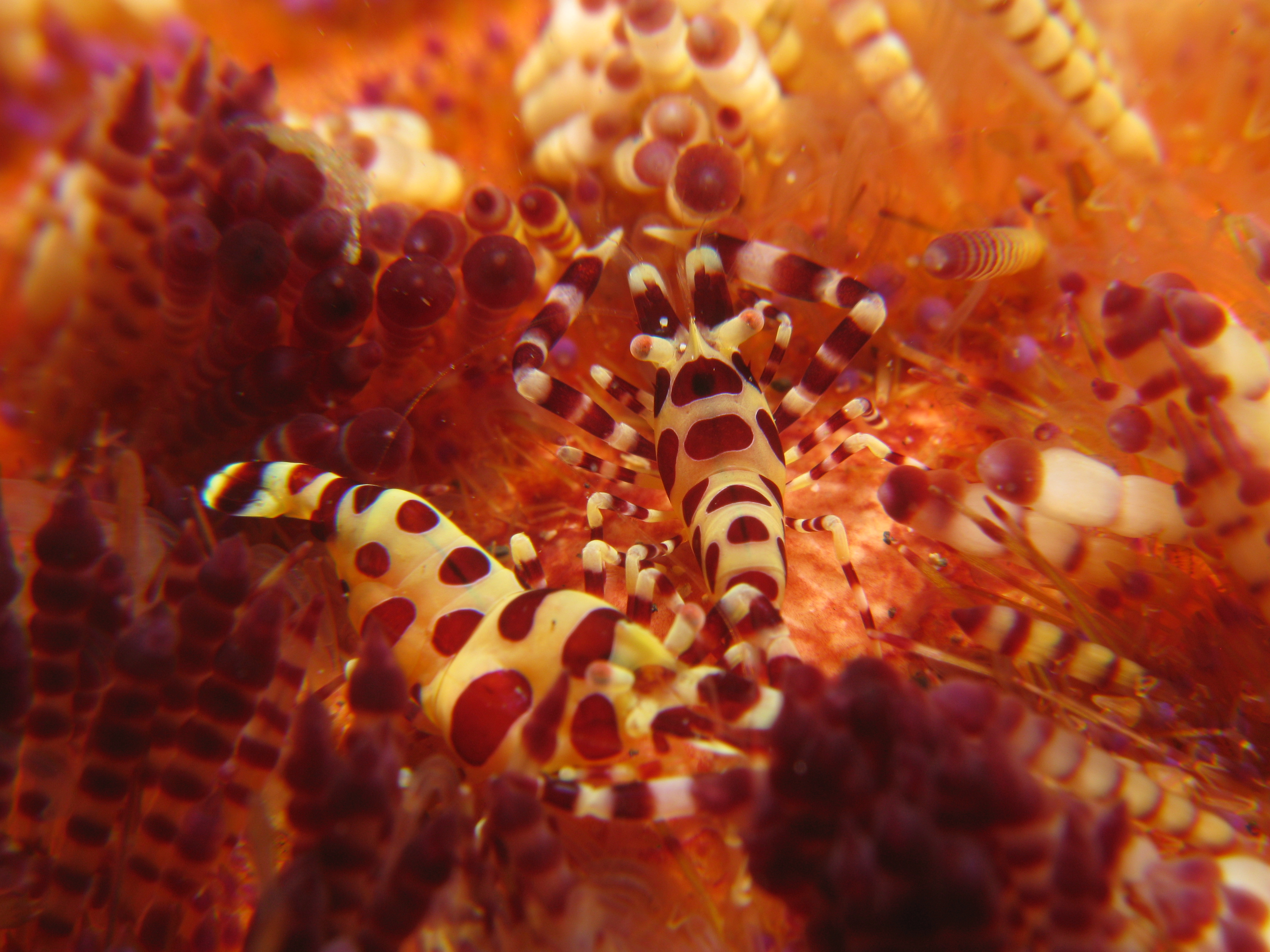
Des crevettes symbiotiques (Periclimenes colemani) entre les piquants d'un oursin de feu.

C'est un grand oursin régulier, circulaire et légèrement aplati dorsalement ; son test (coquille) est flexible, et s'aplatit à la mort de l'animal. Cet oursin se reconnaît à sa robe exceptionnellement colorée : si les couleurs varient énormément d'un individu à l'autre, on y retrouve presque toujours des dominantes de rouge, de jaune et d'orange donnant une impression enflammée, rehaussée de points bleus iridescents. Il est considéré comme l'un des plus beaux oursins qui soient. L'oursin de feu porte deux types d'épines (« radioles ») bien différents : l'ensemble du test est recouvert d'épines de défense, courtes, fines et extrêmement pointues, et recouvertes de glandes à venin globulaires et translucides qui font penser à des perles enfilées plus ou moins colorées, et dont les dernières, de plus en plus sombres, ont des reflets bleutés. Ceux des plaques ambulacraires sont plus longs que ceux des plaques interambulacraires. Le second type de radioles est celles disposées sur la face orale, qui servent à la locomotion : elles sont longues, de couleurs claires et légèrement incurvées avec une pointe très émoussée, et forment une sorte de couronne sur la face orale (inférieure) de l'animal. Les radioles, souvent regroupées en « faisceaux », laissent généralement apparaître dix méridiens dénudés en forme d'étoile. Le test (coquille) de cet oursin peut dépasser 20 cm ; plus il est gros et plus sa forme est aplatie (alors que les juvéniles sont quasiment sphériques).

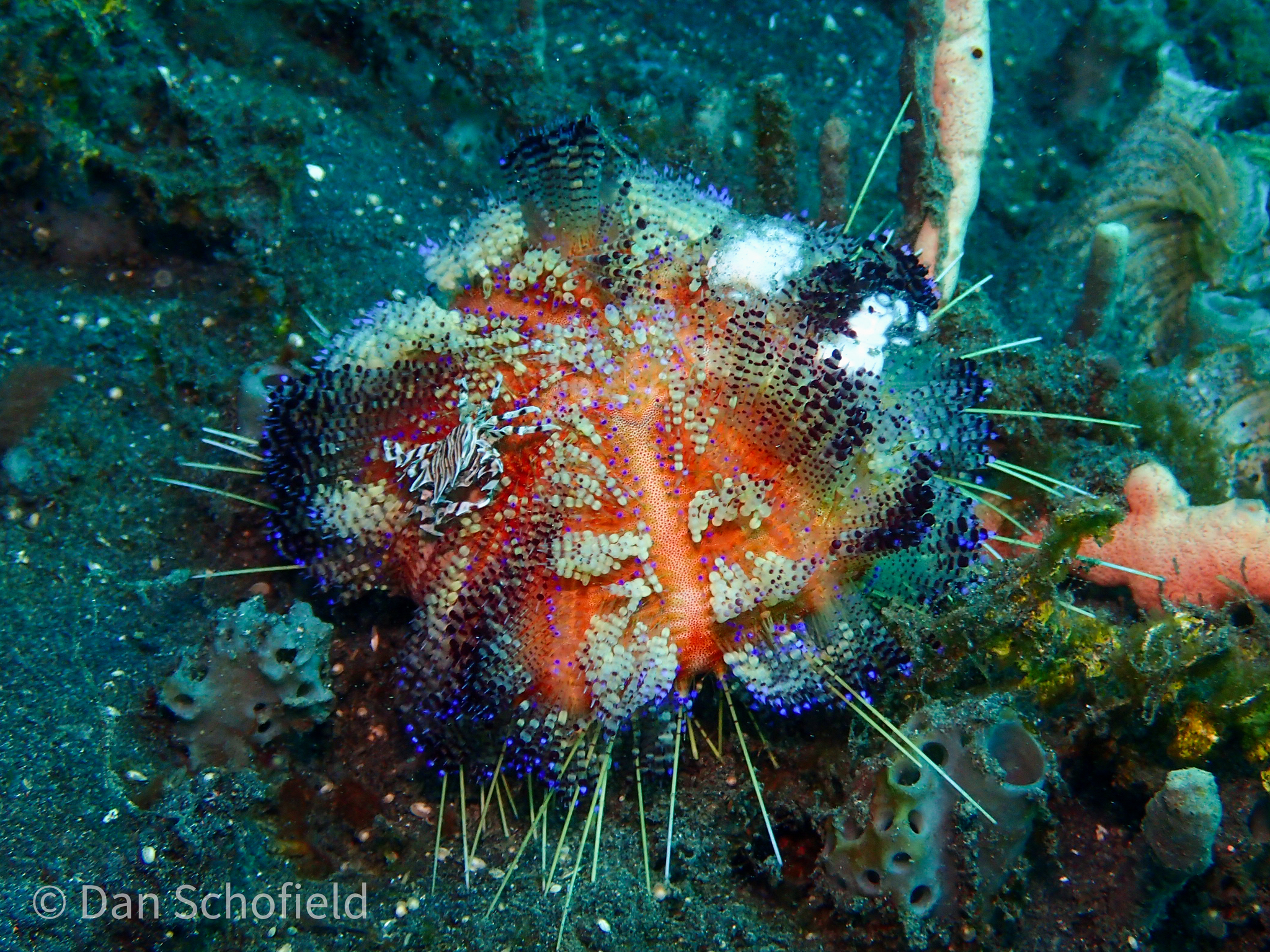
Spécimen caractéristique.
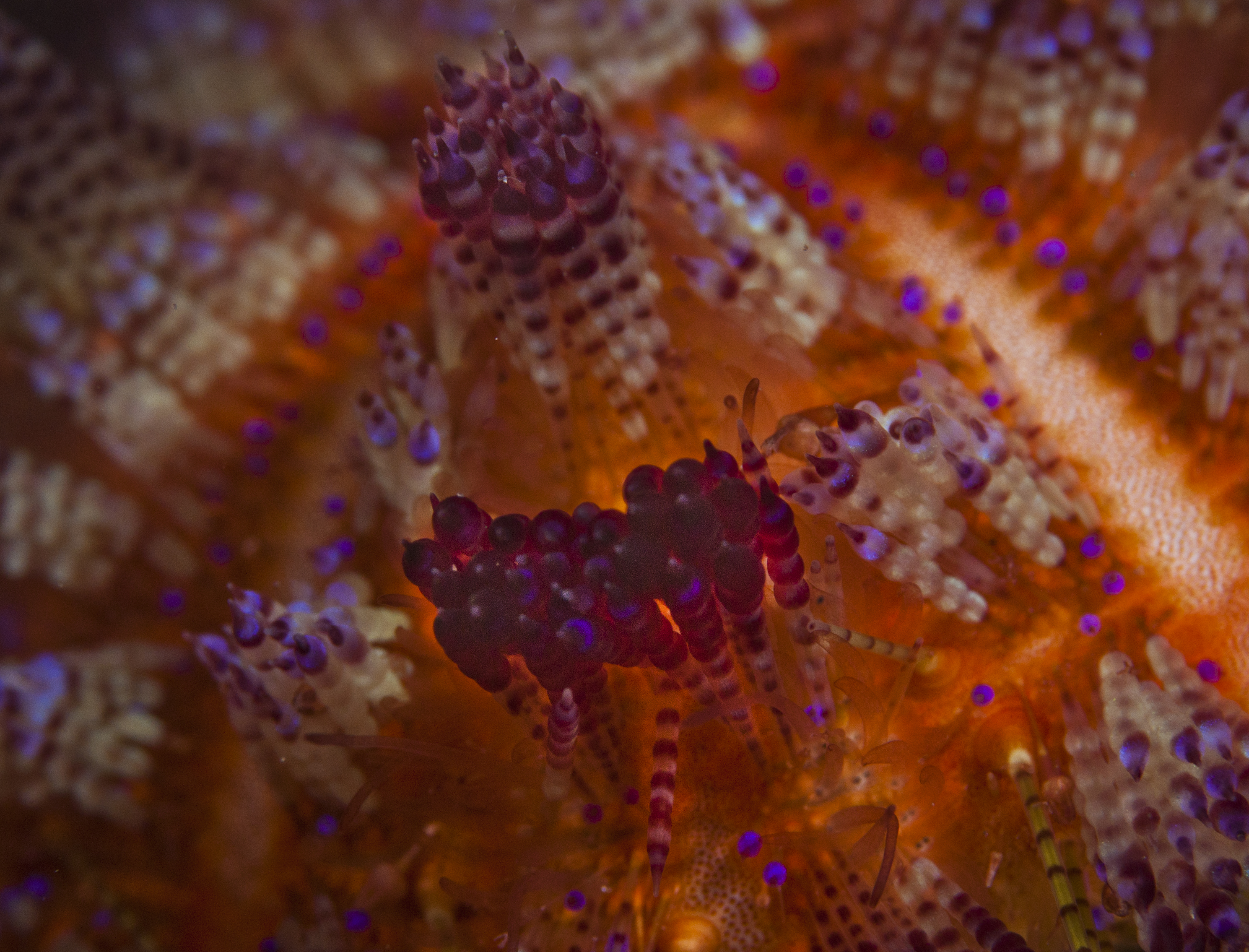
Gros-plan sur les radioles et leurs capsules à venin.
Test desséché.

Il peut parfois être confondu avec l'Oursin-diadème (Astropyga radiata), qui a cependant des piquants plus longs et sans capsules de venin apparentes. Tous les autres oursins du genre Asthenosoma lui ressemblent, mais l'oursin de feu demeure le plus fréquent et le plus coloré, et dépourvu de lignes rouges aux ambulacres.

## Répartition et habitat
L'oursin de feu se rencontre dans les écosystèmes coralliens de l'indo-pacifique tropical, de l'Indonésie au Japon et à la Nouvelle-Calédonie.
On le rencontre dans les herbiers ou sur les récifs de corail, de 3 à 70 m de profondeur (mais surtout à partir de 15 m), parfois jusqu'à 170 m de profondeur ; les individus vivant plus profondément sont plus clairs, voire décolorés.

## Écologie et comportement
C'est un brouteur à tendance omnivore et détritivore : il se nourrit d'organismes encroûtants, et notamment d'éponges sur les coraux morts.
La reproduction est gonochorique, et mâles et femelles relâchent leurs gamètes en même temps en pleine eau, où œufs puis larves vont évoluer parmi le plancton pendant quelques semaines avant de se fixer.
Certains petits invertébrés peuvent vivre en symbiose ou en commensalisme avec l'oursin rouge, comme les crevettes Periclimenes colemani et Allopontonia brockii, ou le crabe-zèbre Zebrida adamsii, qui nettoient l'oursin en échange de l'excellente protection offerte par ses épines venimeuses. La plupart de ces espèces arborent des robes à pois imitant les capsules à venin des oursins de feu.

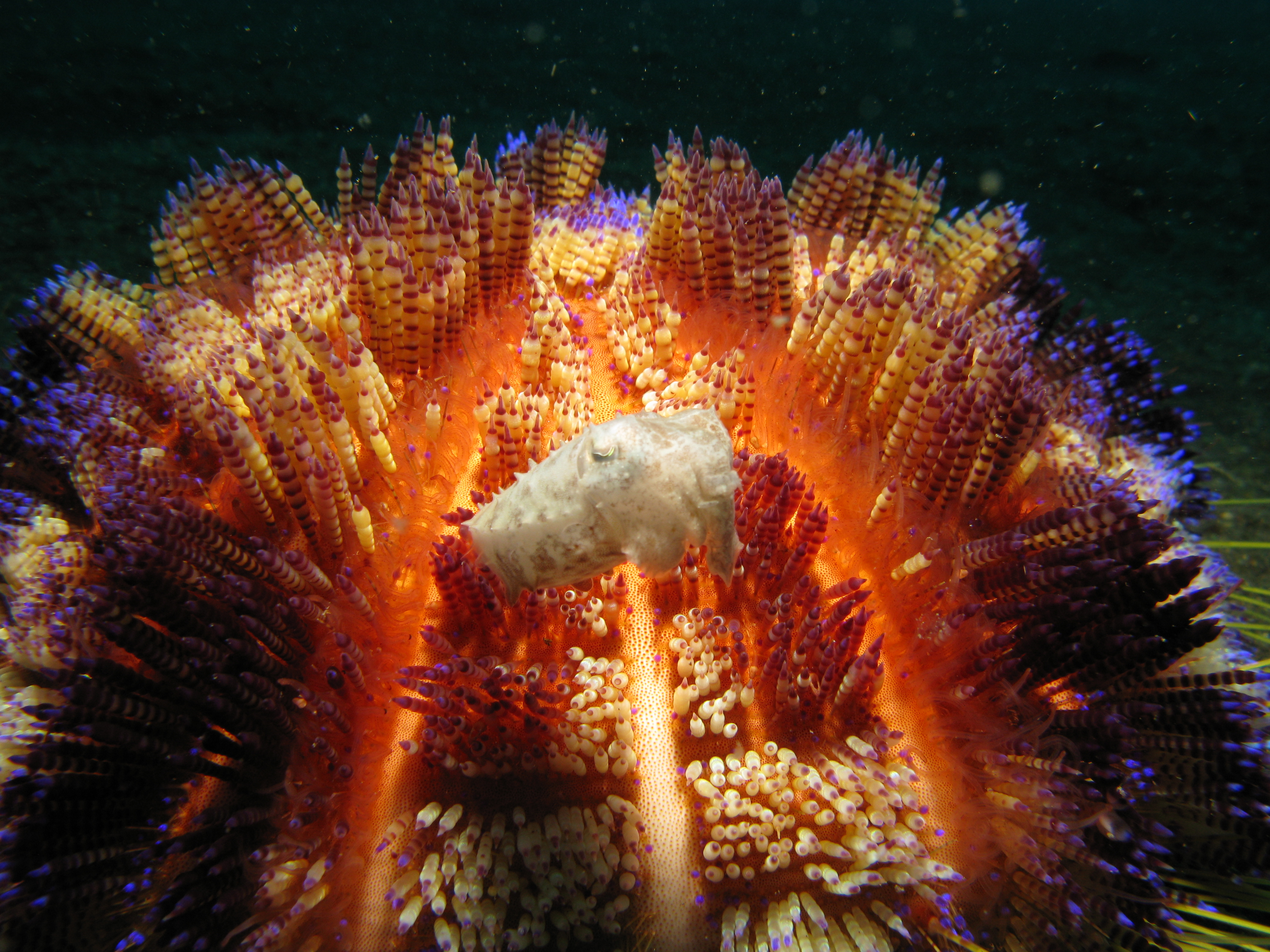
Cette petite seiche trouve refuge à proximité de cet oursin de feu.

## Liste des sous-espèces
Selon World Register of Marine Species (18 juin 2024) :
- Asthenosoma varium album Mortensen, 1934
- Asthenosoma varium varium Grube, 1868

## L'oursin de feu et l'Homme
La profondeur à laquelle vit cet oursin, sa taille et ses couleurs limitent les risques de marcher dessus par inadvertance, contrairement à certains de ses cousins. C'est une chance, car son venin est très puissant et délivre des piqûres extrêmement douloureuses, bien que non-létales.
Cet oursin est aussi apprécié en aquariophilie marine tropicale pour ses belles couleurs ; cependant son alimentation et sa venimosité le rendent rare chez les particuliers. Il n'a aucune valeur marchande et ne semble être consommé dans aucun pays de son aire de répartition.
La beauté de ce somptueux oursin multicolore en fait également un sujet de choix pour les photographes sous-marins.

## Classification
Le nom valide complet (avec auteur) de ce taxon est Asthenosoma varium Grube, 1868.
Ce taxon porte en français les noms vernaculaires ou normalisés suivants : Oursin de feu, Oursin-cuir venimeux.
Asthenosoma varium a pour synonymes :
- Asthenosoma grubei A. Agassiz, 1879
- Asthenosoma heteractis Bedford, 1900
- Asthenosoma urens (Sarens, 1886)
- Cyanosoma urens Sarasin, 1886

### Publication originale
- (de) Dr. Grube, « Asthenosoma varium », Jahresbericht und Abhandlungen der Schlesischen Gesellschaft für vaterländische Cultur, vol. 45,‎ 1868, p. 42-44 (lire en ligne, consulté le 18 juin 2024).